# Kyrene
Kyrene var en bystat i græsk oldtid, nu i Libyen. Kyrene var den ældste og vigtigste af de fem græske byer i regionen, og gav Østlibyen det klassiske navn Cyrenaica, som det fortsat kaldes i dag. Byen ligger i en frodig dal i Jebel Akhdar.
Byen blev angiveligt grundlagt i 630 f.Kr. som en koloni af grækere fra Thera styret af et Battiansk dynasti. Byen blev et vigtig handelscenter, udviklede sig til en republik og underlagde sig frivilligt Alexander den Store. Senere kom den under ptolemæisk dynastiets styring. Fra 276 f.Kr. til 30 f.Kr. vekslede byen mellem selvstændighed, romersk overhøjhed og at blive styret af ptolemæerne. Derefter var den en romersk by, indtil den blev forfaldt efter jordskælvet i 365.
Byen var opkaldt efter en kilde, Kyre, som grækerne viede Apollon. Ruinbyen er nu et vigtig arkæologisk anlæg med tre betydelige templer: Et Apollontempel fra 7. århundrede f.Kr., et Demetertempel og et delvis uudgravet Zeustempel, som blev raseret i 1978 på Muammar al-Gaddafis ordre.
Ruinerne blev opdaget og beskrevet i 1705-1706 af franskmanden Claude Lemaire. Fundet var medvirkende til fremvæksten af neoklassicismen.
Den græske matematiker og astronom Eratosthenes var herfra. Byen var også hjemsted for Simon fra Kyrene, som ifølge evangelierne bar Jesu kors langfredag. Ifølge Legenda Aurea foregik historien om Sankt Jørgens kamp med dragen i nærheden af byen.